# D-A-Ds diskografi
Den danske rockgruppe D-A-Ds diskografi består af 13 studiealbum, fire livealbum, otte opsamlingsalbum, og én ep.

## Album

### Studiealbum
| Titel                                                            | Album detaljer                                                              | Højeste placering | Højeste placering | Højeste placering | Højeste placering | Højeste placering | Højeste placering | Højeste placering | Højeste placering | Certificering    |
| Titel                                                            | Album detaljer                                                              | DAN               | AUS               | FIN               | NZ                | NOR               | SVE               | TYS               | USA               | Certificering    |
| ---------------------------------------------------------------- | --------------------------------------------------------------------------- | ----------------- | ----------------- | ----------------- | ----------------- | ----------------- | ----------------- | ----------------- | ----------------- | ---------------- |
| Call of the Wild                                                 | - Udgivet: 4. februar 1986 - Selskab: Mega - Format: LP, CD                 | —                 | —                 | —                 | —                 | —                 | 49                | —                 | —                 |                  |
| D.A.D. Draws a Circle                                            | - Udgivet: 16. juni 1987 - Selskab: Mega - Format: LP, CD, kassettebånd     | —                 | —                 | —                 | —                 | —                 | —                 | —                 | —                 |                  |
| No Fuel Left for the Pilgrims                                    | - Udgivet: 3. marts 1989 - Selskab: Medley - Format: LP, CD, kassettebånd   | —                 | 29                | 38                | 35                | —                 | 25                | —                 | 116               | - DAN: 2× Platin |
| Riskin' It All                                                   | - Udgivet: 1991 - Selskab: Medley - Format: LP, CD, kassettebånd            | 1                 | 80                | 17                | —                 | 14                | 17                | —                 | —                 | - DAN: Platin    |
| Helpyourselfish                                                  | - Udgivet: 1995 - Selskab: Medley - Format: CD, kassettebånd                | 1                 | —                 | —                 | —                 | 21                | 4                 | 46                | —                 | - DAN: Platin    |
| Simpatico                                                        | - Udgivet: 11. november 1997 - Selskab: Medley - Format: CD                 | 2                 | —                 | 26                | —                 | —                 | 31                | —                 | —                 | - DAN: 2× Platin |
| Everything Glows                                                 | - Udgivet: 3. maj 2000 - Selskab: Medley - Format: CD                       | 1                 | —                 | 19                | —                 | —                 | 30                | —                 | —                 | - DAN: Platin    |
| Soft Dogs                                                        | - Udgivet: 20. februar 2002 - Selskab: Medley - Format: CD                  | 1                 | —                 | —                 | —                 | —                 | 54                | —                 | —                 | - DAN: Platin    |
| Scare Yourself                                                   | - Udgivet: 23. maj 2005 - Selskab: EMI - Format: LP, CD                     | 1                 | —                 | 21                | —                 | —                 | 42                | —                 | —                 | - DAN: Platin    |
| Monster Philosophy                                               | - Udgivet: 10. november 2008 - Selskab: EMI - Format: LP, CD                | 1                 | —                 | —                 | —                 | —                 | 46                | —                 | —                 | - DAN: Platin    |
| DIC.NII.LAN.DAFT.ERD.ARK                                         | - Udgivet: 14. november 2011 - Selskab: Mermaid - Format: LP, CD            | 2                 | —                 | 48                | —                 | —                 | 32                | 97                | —                 | - DAN: Platin    |
| A Prayer for the Loud                                            | - Udgivet: 31. maj 2019 - Selskab: Mermaid - Format: LP, CD                 | 1                 | —                 | —                 | —                 | —                 | —                 | 48                | —                 |                  |
| Speed of Darkness                                                | - Udgivet: 4. oktober 2024 - Selskab: Warner Music Denmark - Format: LP, CD | 3                 | —                 | 32                | —                 | —                 | 7                 | 28                | —                 |                  |
| "—" markerer en udgivelse der ikke opnåede en hitlisteplacering. |                                                                             |                   |                   |                   |                   |                   |                   |                   |                   |                  |

### Livealbum
| Titel                                                            | Album detaljer                                             | Højeste placering |
| Titel                                                            | Album detaljer                                             | DAN               |
| ---------------------------------------------------------------- | ---------------------------------------------------------- | ----------------- |
| Osaka After Dark                                                 | - Udgivet: 1990 - Selskab: Warner Bros. - Format: CD       | —                 |
| Psychopatico                                                     | - Udgivet: 1998 - Selskab: Medley - Format: CD             | 8                 |
| Scare Yourself Alive                                             | - Udgivet: 1. maj 2006 - Selskab: EMI - Format: DVD, CD    | 4                 |
| Live Shots                                                       | - Udgivet: 14. januar 2013 - Selskab: Mermaid - Format: CD | —                 |
| "—" markerer en udgivelse der ikke opnåede en hitlisteplacering. |                                                            |                   |

### Opsamlingsalbum
| Titel                                                            | Album detaljer                                                                  | Højeste placering | Højeste placering | Certificering |
| Titel                                                            | Album detaljer                                                                  | DAN               | SVE               | Certificering |
| ---------------------------------------------------------------- | ------------------------------------------------------------------------------- | ----------------- | ----------------- | ------------- |
| D.A.D. Special                                                   | - Udgivet: 1989 - Selskab: Mega - Format: LP, CD, kassettebånd                  | 5                 | —                 |               |
| Good Clean Family Entertainment You Can Trust                    | - Udgivet: 1995 - Selskab: Medley - Format: CD, kassettebånd                    | 6                 | 56                | - DAN: Guld   |
| The Early Years                                                  | - Udgivet: 2000 - Selskab: Mega - Format: CD                                    | 40                | —                 |               |
| The Overmuch Box                                                 | - Udgivet: 16. november 2009 - Selskab: EMI - Format: CD                        | 14                | —                 |               |
| Behind the Seen - Rare, Unreleased & B-Sides                     | - Udgivet: 16. november 2009 - Selskab: EMI - Format: LP                        | —                 | —                 |               |
| Classics                                                         | - Udgivet: 28. september 2012 - Selskab: Medley - Format: CD                    | —                 | —                 |               |
| Disn30land Af30r D30k - Best of D-A-D 30 Years 30 Hits 1984-2014 | - Udgivet: 27. januar 2014 - Selskab: Mermaid - Format: LP, CD                  | 2                 | —                 | - DAN: Guld   |
| Forty Love - Greatest Hits                                       | - Udgivet: 1. marts 2024 - Selskab: Warner Music Denmark - Format: LP, download | 6                 | —                 |               |
| "—" markerer en udgivelse der ikke opnåede en hitlisteplacering. |                                                                                 |                   |                   |               |

### Ep'er
| Titel                       | Album detaljer                                  |
| --------------------------- | ----------------------------------------------- |
| Standin' On the Never Never | - Udgivet: 1985 - Selskab: Mega - Format: Vinyl |

## Singler
| Titel                                  | År   | Højeste hitlisteplacering | Højeste hitlisteplacering | Højeste hitlisteplacering            | Højeste hitlisteplacering        | Certificeringer | Album                                         |
| Titel                                  | År   | DEN                       | Australien (ARIA Charts)  | UK Singles (Official Charts Company) | US Album Rock Tracks (Billboard) | Certificeringer | Album                                         |
| -------------------------------------- | ---- | ------------------------- | ------------------------- | ------------------------------------ | -------------------------------- | --------------- | --------------------------------------------- |
| "It's After Dark" / "Sad Sad X-mas"    | 1986 | —                         | —                         | —                                    | —                                |                 | Call of the Wild                              |
| "Call of the Wild" / "Riding with Sue" | —    | —                         | —                         | —                                    |                                  |                 | Call of the Wild                              |
| "Isn't That Wild"                      | 1987 | —                         | —                         | —                                    | —                                |                 | D.A.D. Draws a Circle                         |
| "A Horse with No Name"                 | —    | —                         | —                         | —                                    |                                  |                 | D.A.D. Draws a Circle                         |
| "God's Favourite"                      | —    | —                         | —                         | —                                    |                                  |                 | D.A.D. Draws a Circle                         |
| "Sleeping My Day Away"                 | 1989 | —                         | 63                        | 87                                   | 23                               | - DAN: Platin   | No Fuel Left for the Pilgrims                 |
| "Point of View"                        | —    | —                         | —                         | —                                    |                                  |                 | No Fuel Left for the Pilgrims                 |
| "Jihad"                                | 1990 | —                         | 89                        | —                                    | —                                |                 | No Fuel Left for the Pilgrims                 |
| "Girl Nation"                          | 1990 | —                         | 52                        | —                                    | —                                |                 | No Fuel Left for the Pilgrims                 |
| "Bad Craziness"                        | 1991 | —                         | 86                        | —                                    | —                                | - DAN: Guld     | Riskin' It All                                |
| "Laugh 'N' a ½"                        | 1992 | —                         | —                         | —                                    | —                                | - DAN: Platin   | Riskin' It All                                |
| "Grow Or Pay"                          | 1992 | —                         | —                         | —                                    | —                                | - DAN: Guld     | Riskin' It All                                |
| "Makin' Fun of Money"                  | 1992 | —                         | —                         | —                                    | —                                |                 | Riskin' It All                                |
| "Reconstrucdead"                       | 1995 | —                         | —                         | —                                    | —                                |                 | Helpyourselfish                               |
| "Unowned"                              | 1995 | —                         | —                         | —                                    | —                                |                 | Helpyourselfish                               |
| "Helpyourselfish"                      | 1995 | —                         | —                         | —                                    | —                                |                 | Helpyourselfish                               |
| "I Wont Cut My Hair (Live)"            | 1995 | —                         | —                         | —                                    | —                                |                 | Good Clean Family Entertainment You Can Trust |
| "Empty Heads"                          | 1997 | —                         | —                         | —                                    | —                                |                 | Simpatico                                     |
| "Home Alone 4"                         | 1997 | —                         | —                         | —                                    | —                                |                 | Simpatico                                     |
| "Hate to Say I Told You So"            | 1998 | —                         | —                         | —                                    | —                                |                 | Simpatico                                     |
| "Mad X-Mas and a Psychopatic New Year" | 1998 | —                         | —                         | —                                    | —                                |                 | N/A                                           |
| "Jacketless in December"               | 1998 | —                         | —                         | —                                    | —                                |                 | Psychopatico                                  |
| "Bad Craziness"                        | 1999 | —                         | —                         | —                                    | —                                |                 | Psychopatico                                  |
| "Everything Glows"                     | 2000 | —                         | —                         | —                                    | —                                |                 | Everything Glows                              |
| "Nineteenhundredandyesterday"          | 2000 | —                         | —                         | —                                    | —                                |                 | Everything Glows                              |
| "Evil Twin"                            | 2000 | —                         | —                         | —                                    | —                                |                 | Everything Glows                              |
| "Something Good"                       | 2000 | —                         | —                         | —                                    | —                                |                 | Everything Glows                              |
| "Candybar"                             | 2000 | —                         | —                         | —                                    | —                                |                 | Everything Glows                              |
| "Soft Dogs"                            | 2002 | —                         | —                         | —                                    | —                                |                 | Soft Dogs                                     |
| "Between You & Me"                     | 2002 | —                         | —                         | —                                    | —                                |                 | Soft Dogs                                     |
| "What's the Matter?"                   | 2002 | —                         | —                         | —                                    | —                                |                 | Soft Dogs                                     |
| "Scare Yourself"                       | 2005 | 1                         | —                         | —                                    | —                                |                 | Scare Yourself                                |
| "Hey Now"                              | 2005 | 10                        | —                         | —                                    | —                                |                 | Scare Yourself                                |
| "Allright"                             | 2005 | —                         | —                         | —                                    | —                                |                 | Scare Yourself                                |
| "Monsters Philosophy"                  | 2008 | 34                        | —                         | —                                    | —                                |                 | Monster Philosophy                            |
| "You Won't Change"                     | 2008 | —                         | —                         | —                                    | —                                |                 | Monster Philosophy                            |
| "I Want What She's Got"                | 2011 | 36                        | —                         | —                                    | —                                |                 | DIC.NII.LAN.DAFT.ERD.ARK                      |
| "Last Time in Neverland"               | 2012 | —                         | —                         | —                                    | —                                |                 | DIC.NII.LAN.DAFT.ERD.ARK                      |
| "We All Fall Down"                     | 2012 | —                         | —                         | —                                    | —                                |                 | DIC.NII.LAN.DAFT.ERD.ARK                      |
| "Burning Star"                         | 2019 | —                         | —                         | —                                    | —                                |                 | A Prayer for the Loud                         |
| "A Prayer for the Loud"                | 2019 | —                         | —                         | —                                    | —                                |                 | A Prayer for the Loud                         |
| "Speed of Darkness"                    | 2024 | —                         | —                         | —                                    | —                                |                 | Speed of Darkness                             |

## Musikvideoer
| Titel                        | År   | Instruktør                                         |
| ---------------------------- | ---- | -------------------------------------------------- |
| "Marlboro Man"               | 1985 | Nikolaj Brüel/D.A.D.                               |
| "It's After Dark"            | 1986 | Lasse Spang Olsen                                  |
| "Ride My Train"              | 1986 | Lasse Spang Olsen                                  |
| "Johnnie"                    | 1986 |                                                    |
| "Counting My Cattle"         | 1986 | Lasse Spang Olsen                                  |
| "Sleeping My Day Away"       | 1989 | Andy Morahan                                       |
| "ZCMI"                       | 1989 | Torleif Hoppe                                      |
| "Lord of the Atlas"          | 1990 | Torleif Hoppe                                      |
| "Girl Nation"                | 1990 | Ralph Zeeman for Zinc                              |
| "Jihad"                      | 1990 | Torleif Hoppe                                      |
| "Ill Will"                   | 1990 | Torleif Hoppe                                      |
| "Grow or Pay"                | 1992 | Piers Plowden                                      |
| "Laugh 'N' A ½"              | 1992 | Torleif Hoppe                                      |
| "Bad Craziness"              | 1992 | Torleif Hoppe                                      |
| "Reconstrucdead"             | 1995 | Torleif Hoppe                                      |
| "Helpyourselfish"            | 1995 | Torleif Hoppe                                      |
| "I Won't Cut My Hair (LIVE)" | 1995 | Torleif Hoppe                                      |
| "Empty Heads"                | 1997 | Torleif Hoppe                                      |
| "Cloudy Hours"               | 1997 | Torleif Hoppe                                      |
| "Home Alone 4"               | 1998 | Torleif Hoppe                                      |
| "Everything Glows"           | 2000 |                                                    |
| "Something Good (Live)"      | 2000 | Torleif Hoppe                                      |
| "Between You And Me"         | 2002 | Torleif Hoppe                                      |
| "Soft Dogs"                  | 2002 | Torleif Hoppe                                      |
| "Hey Now"                    | 2005 | Antonio Tublén og Alexander Brøndsted              |
| "Scare Yourself"             | 2005 | Torleif Hoppe                                      |
| "Lawrence of Suburbia"       | 2006 | Endre Skandfer (fra animationsfilmen Mind The Gap) |
| "You Won't Change"           | 2009 | Torleif Hoppe                                      |
| "I Want What She's Got"      | 2011 | Stevan Treshow                                     |
| "We All Fall Down "          | 2012 |                                                    |
| "The Wrong Side of Love"     | 2015 |                                                    |
| "Burning Star"               | 2019 |                                                    |
| "A Prayer for the Loud"      | 2019 | Kim Wendt og Søren A                               |
| "Speed of Darkness"          | 2024 |                                                    |

## Optræder på
| Titel                       | Album detaljer                                           | Noter                                                                    |
| --------------------------- | -------------------------------------------------------- | ------------------------------------------------------------------------ |
| De største helte soundtrack | - Udgivet: 1996 - Selskab: Family - Format: CD           | - "Sunshine 'n' High Crome - "The Greatest Heroes" - "Fourtynine Twenty" |
| The Song Ramones The Same   | - Udgivet: 2002 - Selskab: White Jazz - Format: CD       | - "Havana Affair"                                                        |
| Ungdomshuset                | - Udgivet: 2005 - Selskab: Ungdomshuset - Format: LP, CD | - "Sally"                                                                |
| Sammen                      | - Udgivet: 2015 - Selskab: Sammen - Format: Download     | - "The Wrong Side of Love"                                               |